# En Dags Fornøjelse
En Dags Fornøjelse er en amerikansk stumfilm fra 1919 af Charles Chaplin.

## Medvirkende
- Charles Chaplin
- Edna Purviance
- C. Allen
- Naomi Bailey
- Sallie Barr